# Тарвердиев, Мамет-Сала Джафар оглы
Мамет-Сала Джафар оглы Тарвердиев (1882 год, с. Мазарали, Бакинская губерния, Российская империя — дата и место смерти неизвестны) — колхозник, Герой Социалистического Труда (1948).

## Биография
Родился в 1882 году в селе Мазарали Бакинской губернии.
В 1937 году переехал в Казахстан, где стал работать рядовым колхозником в колхозе «Новый путь» Шуского района Джамбулской области. В 1939 году был назначен звеньевым полеводческого звена.
В 1947 году полеводческое звено под управлением Мамет-Сала Джафара собрало с участка площадью 12 гектаров по 362 центнеров сахарной свеклы с каждого гектара. За этот доблестный труд он был удостоен в 1948 году звания Героя Социалистического Труда.

## Награды
- Герой Социалистического Труда (1948)
- Орден Ленина (1948)